# Madagaszkár az 1996. évi nyári olimpiai játékokon
Madagaszkár az egyesült államokbeli Atlantában megrendezett 1996. évi nyári olimpiai játékok egyik részt vevő nemzete volt. Az országot az olimpián 4 sportágban 11 sportoló képviselte, akik érmet nem szereztek.

## Atlétika
Férfi
| Versenyző              | Versenyszám | Előfutam | Előfutam | Előfutam | Elődöntő | Elődöntő | Elődöntő | Döntő         | Döntő         |
| Versenyző              | Versenyszám | Idő      | Hely.    | Össz.    | Idő      | Hely.    | Össz.    | Idő           | Helyezés      |
| ---------------------- | ----------- | -------- | -------- | -------- | -------- | -------- | -------- | ------------- | ------------- |
| Joseph Rakotoarimanana | 800 m       | 1:47,33  | 6.       | 27.      | kiesett  | kiesett  | kiesett  | kiesett       | kiesett       |
| Victor Razafindrakoto  | Maraton     |          |          |          |          |          |          | nem ért célba | nem ért célba |

Női
| Versenyző                  | Versenyszám | Előfutam | Előfutam | Előfutam | Negyeddöntő | Negyeddöntő | Negyeddöntő | Elődöntő | Elődöntő | Elődöntő | Döntő   | Döntő    |
| Versenyző                  | Versenyszám | Idő      | Hely.    | Össz.    | Idő         | Hely.       | Össz.       | Idő      | Hely.    | Össz.    | Idő     | Helyezés |
| -------------------------- | ----------- | -------- | -------- | -------- | ----------- | ----------- | ----------- | -------- | -------- | -------- | ------- | -------- |
| Hanitriniaina Rakotondrabé | 100 m       | 11,36    | 2.       | 21.*     | 11,43       | 6.          | 20.         | kiesett  | kiesett  | kiesett  | kiesett | kiesett  |
| Nicole Ramalalanirina      | 100 m gát   | 12,90    | 3.       | 11.      | 12,90       | 2.          | 13.         | 13,01    | 6.       | 13.      | kiesett | kiesett  |

* - egy másik versenyzővel azonos eredményt ért el

## Ökölvívás
| Versenyző         | Versenyszám | Selejtező                 | Nyolcaddöntő                | Negyeddöntő       | Elődöntő          | Döntő             | Helyezés |
| Versenyző         | Versenyszám | Ellenfél Eredmény         | Ellenfél Eredmény           | Ellenfél Eredmény | Ellenfél Eredmény | Ellenfél Eredmény | Helyezés |
| ----------------- | ----------- | ------------------------- | --------------------------- | ----------------- | ----------------- | ----------------- | -------- |
| Anicet Rasoanaivo | Papírsúly   | Geovany Baca (HON) · 12–0 | Albert Guardado (USA) · 4–9 | kiesett           | kiesett           | kiesett           | 9.       |

## Tenisz
Női
| Versenyző                               | Versenyszám | 64-es főtábla                | 32-es főtábla                                                                | Nyolcaddöntő      | Negyeddöntő       | Elődöntő          | Bronz- mérkőzés   | Döntő             | Helyezés |
| Versenyző                               | Versenyszám | Ellenfél Eredmény            | Ellenfél Eredmény                                                            | Ellenfél Eredmény | Ellenfél Eredmény | Ellenfél Eredmény | Ellenfél Eredmény | Ellenfél Eredmény | Helyezés |
| --------------------------------------- | ----------- | ---------------------------- | ---------------------------------------------------------------------------- | ----------------- | ----------------- | ----------------- | ----------------- | ----------------- | -------- |
| Dally Randriantefy                      | Egyes       | Date Kimiko (JPN) · 0–6, 1–6 | kiesett                                                                      | kiesett           | kiesett           | kiesett           | kiesett           | kiesett           | 33.      |
| Dally Randriantefy Natacha Randriantefy | Páros       |                              | Spanyolország (ESP) · Conchita Martínez · Arantxa Sánchez Vicario · 1–6, 3–6 | kiesett           | kiesett           | kiesett           | kiesett           | kiesett           | 17.      |

## Úszás
Férfi
| Versenyző                  | Versenyszám | Előfutam | Előfutam | Előfutam | Döntő   | Döntő   | Döntő   | Helyezés |
| Versenyző                  | Versenyszám | Idő      | Hely.    | Össz.    | Típus   | Idő     | Hely.   | Helyezés |
| -------------------------- | ----------- | -------- | -------- | -------- | ------- | ------- | ------- | -------- |
| Jean-Luc Razakarivony      | 100 m mell  | 1:07,34  | 2.       | 41.      | kiesett | kiesett | kiesett | kiesett  |
| Harijesy Razafindramahatra | 100 m hát   | 1:13,83  | 4.       | 36.      | kiesett | kiesett | kiesett | kiesett  |